# بلاك كات (مارفل كومكس)
بلاك كات هي شخصية خيالية في مارفل كومكس من ابتكار مارف وولفمان وكيث بولارد.ظهرت الشخصية لأول مرة في يوليو 1979.